# Anita Stenberg
Pour les articles homonymes, voir Stenberg.
Anita Yvonne Stenberg née le 28 août 1992 à Drammen, est une coureuse cycliste norvégienne, spécialiste de la piste. En remportant la médaille de bronze dans la course aux points des mondiaux 2020, elle apporte la première médaille mondiale sur piste à son pays depuis 1995. Elle est également quadruple championne d'Europe du scratch (2022), de la course aux points (2023 et 2025) et de l'omnium (2024).

## Biographie
Anita Yvonne Stenberg commence à faire du vélo sur route. En tant que junior (moins de 19 ans), elle participe aux championnats nationaux sur piste et découvre que ses capacités physiques sont plus adaptées à la piste, qu'à la route. Cependant, il n'existe en Norvège aucun vélodrome couvert de 1946 à 2021, jusqu'à l'ouverture de la Sola Arena. C'est pourquoi, elle ne peut s'entrainer correctement dans son pays d'origine. Les athlètes doivent se rendre à l'étranger pour s'entraîner et disputer leur propre championnat national. Les championnats se déroulent alors dans des vélodromes au Danemark ou en Pologne. Stenberg décide donc de déménager au Danemark dans les environs de Copenhague à l'âge de 20 ans, où elle s'entraîne et poursuit ses études.
Stenberg est présente dans l'élite du cyclisme féminin depuis le début des années 2010. En 2013, elle termine troisième d'une course sur piste UCI à Vienne. Entre 2012 et 2021, elle domine les championnats de Norvège sur piste, remportant 42 titres (dont 7 en 2017) dans les disciplines du sprint et d'endurance. Début 2017, elle gagne trois médailles d'or aux championnats nordique, en keirin, vitesse et course aux points.
Elle est la seule norvégienne à représenter son pays aux mondiaux et aux championnats d'Europe. Aux championnats d'Europe de 2015, elle termine dixième du scratch. L'année suivante, elle se classe huitième au scratch et cinquième de l'omnium aux championnats d'Europe.
En 2017, elle participe à ses premiers mondiaux et prend notamment la dixième place de la course aux points. Aux championnats d'Europe à Berlin, elle se classe quatrième de la course aux points et septième de l'omnium. Lors de la Coupe du monde sur piste 2017-2018, elle remporte le général de la course aux points. En 2018, elle termine aux mondiaux à la neuvième place de l'omnium.
Lors de la saison de Coupe du monde 2019-2020, elle se classe troisième de l'omnium, quatrième du scratch et cinquième de la course aux points. Aux championnats du monde de 2020 à Berlin, elle décroche la médaille de bronze dans la course aux points. La Norvège n'avait pas remporté de médailles depuis May Britt Våland, médaillée de bronze de la poursuite en 1995. En 2021, Anita Stenberg est la seule cycliste sur piste de son pays à participer aux Jeux de Tokyo. Sur l'omnium, elle termine cinquième.
En 2022, elle devient championne d'Europe du scratch à Munich. Il s'agit de la première médaille d'or en cyclisme pour la Norvège en 50 ans, lorsque Knut Knudsen a remporté l'or en poursuite individuelle aux Jeux olympiques de 1972, également organisés à Munich. L'année suivante, elle devient championne d'Europe de course aux points.

## Palmarès sur piste

### Jeux olympiques
- Tokyo 2020
  - 5e de l'omnium
- Paris 2024
  - 8e de l'omnium

### Championnats du monde
| Édition / Épreuve | Course aux points | Scratch | Omnium | Élimination |
| Hong Kong 2017    | 10e               | 16e     | 15e    |             |
| Apeldoorn 2018    | 19e               |         | 9e     |             |
| Pruszków 2019     |                   | 10e     | 15e    |             |
| Berlin 2020       | Bronze            | 7e      | 9e     |             |
| Roubaix 2021      | 8e                | 12e     | 21e    | 17e         |
| Ballerup 2024     |                   | 5e      | Bronze |             |

### Coupe du monde
- 2017-2018

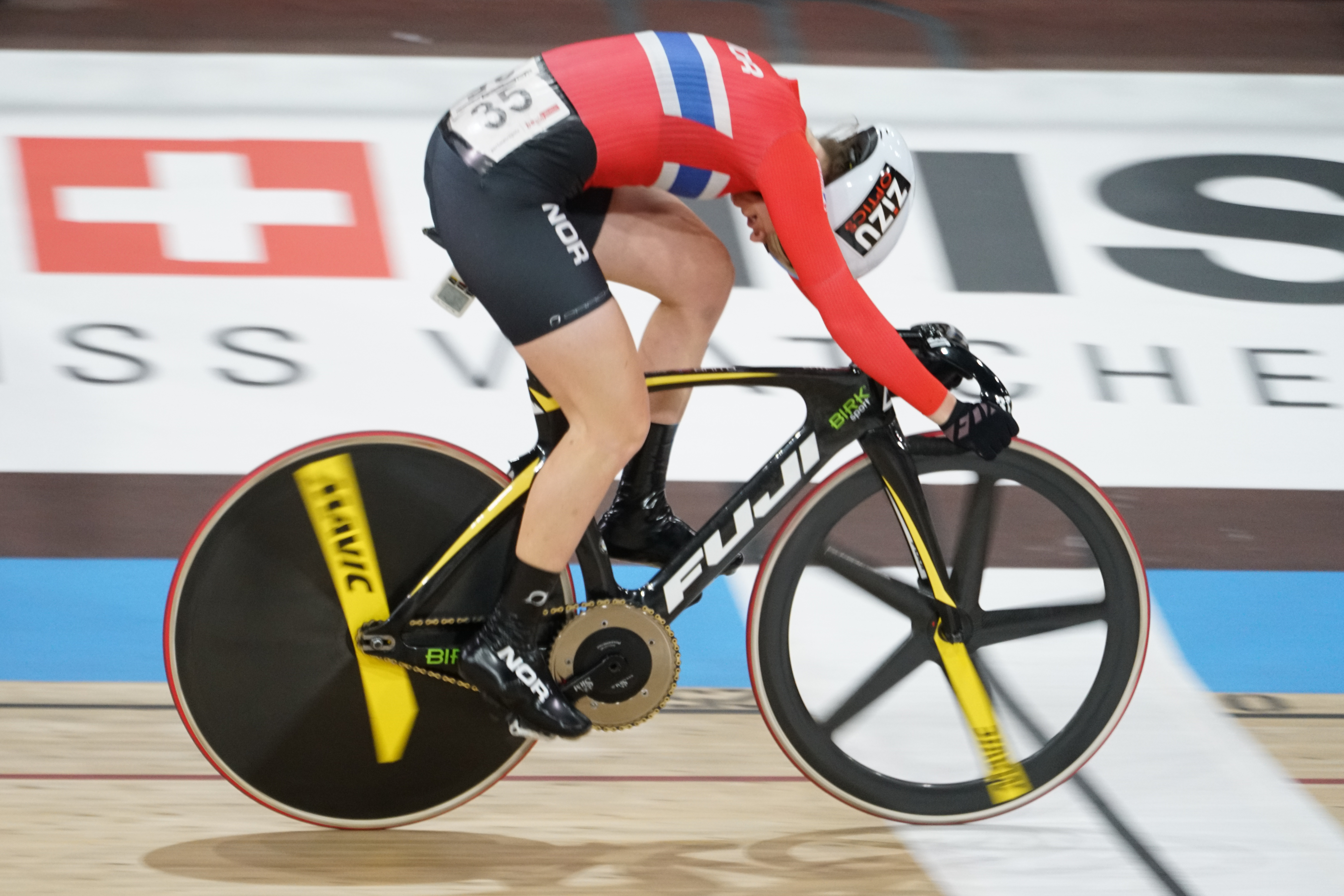
Stenberg lors de la course aux points des mondiaux de Berlin en 2020.

  - Classement général de la course aux points
  - 3e de la course aux points à Minsk
- 2019-2020
  - 1re du scratch à Hong Kong

### Coupe des nations
- 2021
  - 2e de l'omnium à Hong Kong
- 2023
  - Classement général de l'élimination
  - 1re de l'élimination à Milton
- 2024
  - Classement général de l'élimination
  - 2e de l'élimination à Hong Kong
  - 3e de l'élimination à Milton

### Ligue des champions
- 2021
  - 2e de l'élimination à Panevėžys
  - 3e de l'élimination à Palma
- 2022
  - 1re de l'élimination à Palma
  - 2e de l'élimination à Londres (I)
  - 3e du scratch à Londres (I)
- 2023
  - 2e de l'élimination à Paris
  - 2e de l'élimination à Londres (I)
  - 2e de l'élimination à Londres (II)
  - 3e de l'élimination à Palma
  - 3e de l'élimination à Berlin
  - 3e du scratch à Berlin
- 2024
  - 1re de l'élimination à Apeldoorn (I)
  - 1re du scratch à Londres (I)
  - 2e du scratch à Paris
  - 2e du scratch à Londres (II)
  - 3e de l'élimination à Londres (I)

### Championnats d'Europe
| Édition / Épreuve              | Course aux points | Scratch | Omnium | Élimination |
| Anadia 2013 (espoirs)          |                   |         | 9e     |             |
| Anadia 2014 (espoirs)          | 10e               |         | 8e     |             |
| Granges 2015                   |                   | 10e     |        |             |
| Saint-Quentin-en-Yvelines 2016 |                   | 8e      | 5e     |             |
| Berlin 2017                    | 4e                |         | 7e     |             |
| Apeldoorn 2019                 | 10e               |         |        |             |
| Granges 2021                   |                   | 15e     |        | 13e         |
| Munich 2022                    | 8e                | Or      | 9e     |             |
| Granges 2023                   | Or                | 8e      | 8e     |             |
| Apeldoorn 2024                 | Argent            |         | Or     |             |
| Heusden-Zolder 2025            | Or                |         |        |             |

### Championnats nationaux
- Championne de Norvège du 500 mètres (8) : 2012, 2013, 2014, 2015, 2016, 2017, 2018 et 2019
- Championne de Norvège de poursuite (6) : 2013, 2014, 2015, 2016, 2017 et 2019
- Championne de Norvège de vitesse (9) : 2014, 2015, 2016, 2017, 2018, 2019, 2021, 2022 et 2023
- Championne de Norvège de keirin (5) : 2015, 2016, 2017, 2018 et 2019
- Championne de Norvège du scratch (5) : 2015, 2016, 2017, 2019 et 2021
- Championne de Norvège d'omnium (7) : 2015, 2016, 2017, 2019, 2021, 2022 et 2023
- Championne de Norvège de course aux points (6) : 2016, 2017, 2019, 2021, 2022 et 2023
- Championne de Norvège de course à l'élimination (4) : 2017, 2021, 2022 et 2023

### Autres
- 2015
  - Scratch à Milton
  - 2e de la course aux points de l'International Belgian Open
  - 2e du scratch de Trofeu Literio Augusto Marques
  - 3e de l'omnium de Trofeu Literio Augusto Marques
- 2016
  - 2e du scratch de Six Days Bremen
- 2018
  - Course aux points et l'omnium de Rotterdam Track Cup
  - Scratch de GP Tula
  - 2e du scratch de Six Day Finale - Majorque
  - 2e de GP Tula
  - 3e du scratch de Rotterdam Track Cup
  - 3e de la course aux points de Minsk
  - 3e de l'omnium de GP Brno
- 2019
  - 2e du scratch et de l'omnium de Festival of Speed

## Palmarès sur route
- 2017
  - Manhattan Beach Grand Prix
  - 2e de Tour de Somerville